# Loulou (web-série)
Pour les articles homonymes, voir Loulou.
Loulou est une série française diffusée par Arte en 2017 sur le sujet de la maternité. Elle a pour actrice principale Louise Massin dans le rôle de Loulou, et est inspirée de son expérience de maternité.
Une seconde saison sort en 2018, date à laquelle un film est en cours d'écriture.

## Synopsis
La première saison (11 épisodes) raconte la vie d'une jeune femme qui découvre qu'elle est enceinte, et décide d'assumer sa maternité imprévue.
La seconde saison (10 épisodes) développe l'éducation de l'enfant par la jeune mère célibataire.

## Fiche technique
- Création : Marie Lelong, Alice Vial, Louise Massin
- Réalisation : Fanny Sidney, Géraldine De Margerie, Émilie Noblet, Alice Vial, Léo Karmann, Avril Besson, Armand Robin, Anne-Claire Jaulin, Faustine Crespy
- Scénario : Marie Lelong, Géraldine De Margerie, Alicia Pratx, Alice Vial, Agnès Hurstel, Xavier Lacaille, Louise Massin, Émilie Noblet, Arthur Flochel
- Production : Thibault Ader, Camille Nahassia (directrice de production), Alexandre Robert (assistant de production)
- Décors : Colombe Montias
- Musique : Flavien Berger (thème)

## Distribution

### Personnages principaux
- Louise Massin : Loulou
- Marie Lelong : Marie
- Alice Vial : Alice
- David Chenaud : Marcus
- Guillaume Pottier : Max

### Participation ponctuelle
- Romane Bohringer : Violette
- Noémie Lvovsky : mère deLoulou
- François Morel : père de Loulou
- Florence Loiret Caille :
- David Marsais :
- Marc Fraize : Marc
- François David Cardonnel : Loïc
- Vincent Tirel : Gonzalo
- Philippe Rebbot : Patrick, le photographe animalier
- Alex Wetter : Alex
- Isabelle Vitari : La meneuse du groupe de parole
- Baya Rehaz : Hélène
- Thomas Vandenberghe : Le pompiste
- Diong-Keba Tacu :
- Marie Lanchas :